# José Cabrero Arnal
José Cabrero Arnal (Castilsabás, 6 settembre 1909 – Antibes, 6 settembre 1982) è stato un fumettista spagnolo. Ha lavorato in Francia per la maggior parte della sua carriera ma non è mai stato naturalizzato come cittadino francese È famoso soprattutto per la serie a fumetti Pif il cane e Placid e Muzo.

## Biografia
José Cabrero Arnal nasce a Castilsabás, un villaggio nel comune di Loporzano nella provincia di Huesca, il 6 settembre 1909. ma la sua famiglia si trasferisce a Barcellona negli anni 20. Divenne prima apprendista falegname-ebanista poi meccanico di calcolo macchine.
Arnal dichiarava: «Nei miei quaderni dei compiti c'erano più disegni che problemi. Questa forma d'arte è stata poco apprezzata, né dai miei maestri né da mio padre, e me l'hanno fatta sentire in modo molto sgradevole per il mio… mio… infine per la parte del mio corpo più destinata a sedersi che a ricevere un contatto violento con oggetti contundenti come martelli, righelli, pantofole».
Iniziò la sua carriera come fumettista nelle riviste KKO, Pocholo e nella rivista di fumetti TBO. Fu l'autore delle serie intitolate Guerra en el país de los insectos (1933-34), poi Paco Zumba (1935) e Castarilla detective (1936). Crea, nel 1935, per TBO, Top il cane, precursore del Pif (e che verrà poi identificato come suo padre).
Simpatizzante repubblicano - senza essere coinvolto in alcun partito politico - prese le armi all'inizio della rivolta franchista e non le avrebbe lasciate andare fino alla ritirata. Andò a rifugiarsi in Francia nel 1939 e fu internato come tanti suoi connazionali nei terribili campi allestiti sulle spiagge della costa mediterranea (Argelès-sur-Mer, Le Barcarès, Saint-Cyprien poi Agde). Repubblicano e quindi antifascista, volle continuare la lotta e opporsi ai nazisti. Questi minacciano anche i confini della Francia; Arnal entra nelle Compagnie dei Lavoratori Stranieri (109° CTE) e parte per la linea Maginot. Dopo l'offensiva tedesca e la sconfitta francese, lui ei suoi compatrioti furono catturati e deportati a Mauthausen. Faceva parte del treno "Rote Spanier" (Red Spaniards) arrivato il 27 gennaio 1941. Arnal è uno dei personaggi principali del romanzo autobiografico del suo amico Joaquim Amat-Piniella, KL Reich, un resoconto dei suoi anni di prigionia a Mauthausen. Fame, freddo, spossatezza e torture sconfissero la maggior parte dei suoi compagni di sventura: su circa 200.000 deportati nel campo di Mauthausen, vi morirono più di 122.000.
Dopo la Liberazione, nel maggio del 1945, pesava appena 45 chili e fu mandato in convalescenza a Caussade, vicino a Tolosa, dove fu accolto da una famiglia di insegnanti. In questo periodo conobbe colei che sarebbe diventata sua moglie, Denise. Tornato a Parigi alla fine del 1945, conosce René Moreu, caporedattore di Vaillant e poi inizia a disegnare sul quotidiano L'Humanité. Nel 1946 ottenne un grande successo con le sue serie Placid e Muzo che si stabilirono definitivamente sulla copertina di Vaillant. Il 26 marzo 1948 apparve per la prima volta la serie a fumetti quotidiana del cane Pif.
Due anni dopo, fu raggiunto dal suo amico e tirapiedi, il fumetto il gatto Ercole con la famosa benda sulla guancia. Ha anche pubblicato negli anni Cinquanta e nei primi anni Sessanta vari racconti sulle riviste italiane Noi Ragazzi, Pioniere e Pioniere dell'Unità.
Nel 1969, Vaillant beneficia di una nuova versione sotto il nome di Pif Gadget in cui continuano ad essere pubblicate le serie preferite di Arnal. Oltre a Pif ed Hercule e Placid e Muzo, Arnal ha creato o rilevato molti altri personaggi come Clopinet, Oscar / Becdor le Canard, Gavroche e G. Latine, Gagman, Pince sans rire, Roudoudou e Riquiqui, Fifine e Fanfan, Zyppy il moscerino, Bouldegomme e Nez-au-Vent, Zéphirin e il Goblin, Nouche e Nigo, ecc.
Dopo due domande respinte per la naturalizzazione francese, rimane apolide e non tornerà mai più in Spagna.
José Cabrero Arnal morì il 6 settembre 1982 ad Antibes.

## Lavori pubblicati
| Anni | Titolo                                                                     | Sceneggiatore  | Tipo       | Pubblicazione                          |
| ---- | -------------------------------------------------------------------------- | -------------- | ---------- | -------------------------------------- |
| 1933 | Guerra nel paese degli insetti                                             |                | Serie      | Popcorn                                |
| 1934 | Signor Sempione                                                            |                | Serie      | Little People, Topolino nel 1936 1     |
| 1935 | Prodezze di Paco Zumba, la mosca avventurosa                               |                | Serie      | Popcorn                                |
| 1935 | I viaggi straordinari del cane Top 1                                       |                | Serie      | Popcorn                                |
| 1936 | Husk, detective. Le truculente avventure di Sherlock Holmes di Animalandia | [Caber Arnal 1 | Serie      | Popcorn                                |
| 1936 | ChinChin, il goblin del calamaio                                           |                | Serie      | Topolino                               |
| 1936 | Guerra nel paese degli insetti                                             |                | Monografia | Santiago Vives: avventure illustrate 1 |
| 1945 | Placido e Muce 1                                                           |                | Serie      |                                        |
| 1948 | Pif 1                                                                      |                | Serie      |                                        |
| 1951 | Roudoudou 1                                                                |                | Serie      |                                        |

## Filmografia
- · D'après Arnal, itinéraire d'un crayon rouge[10] (2019) de Christophe Vindis, documentaire sur la vie de José Cabrero Arnal.